# Campeonato Sul-Americano de Atletismo de 2009
A 46ª edição do Campeonato Sul-Americano de Atletismo foi o evento esportivo organizado pela CONSUDATLE na Villa Deportiva Nacional, em Lima no Peru no período de 19 a 21 de junho de 2009. Foram disputados 44 provas no campeonato, tendo como destaque o Brasil com 45 medalhas no total. 

## Recordes

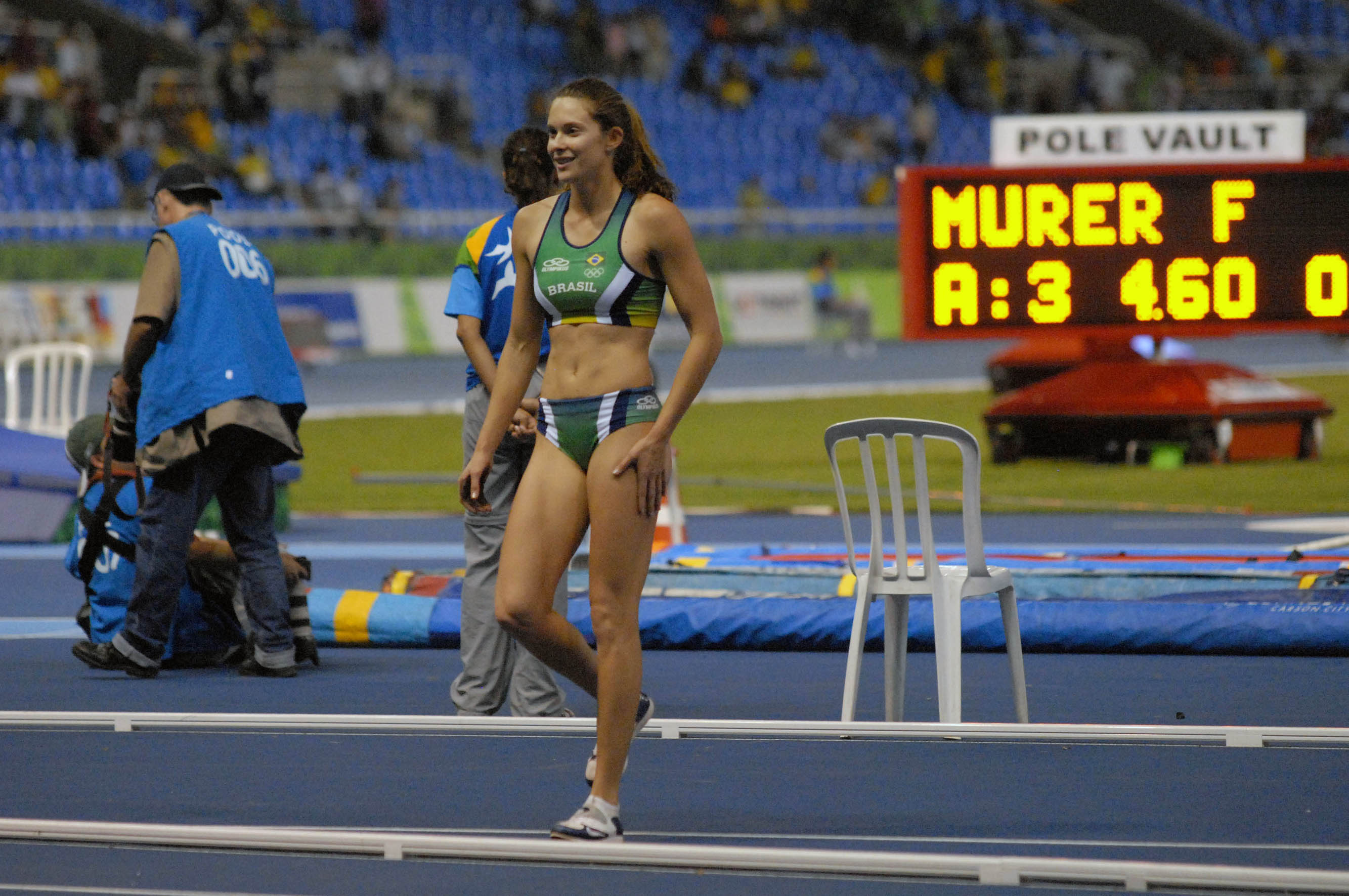
Fabiana Murer (acima) estabeleceu um novo recorde no salto com vara.

| Atleta                  | Prova                      | Nacionalidade | Registro  | Recorde               |
| ----------------------- | -------------------------- | ------------- | --------- | --------------------- |
| Inés Melchor            | 5000 metros                | Peru          | 16:00.41  | Recorde nacional      |
| Fabiana Murer           | Salto com vara             | Brasil        | 4.60      | Recorde do campeonato |
| Odette Palma            | Lançamento de martelo      | Chile         | 64.55     | Recorde nacional      |
| Mario Bazán             | 3000 metros com obstáculos | Peru          | 8:35.17   | ,                     |
| Eduardo Acuña           | Lançamento de martelo      | Peru          | 67.26     | Recorde nacional      |
| Arley Ibargüen          | Lançamento de dardo        | Colômbia      | 81.07     | ,                     |
| Sabine Heitling         | 3000 metros com obstáculos | Brasil        | 9:52.54   | Recorde do campeonato |
| Ángela Figueroa         | 3000 metros com obstáculos | Colômbia      | 9:54.83   | Recorde nacional      |
| Elisângela Adriano      | Lançamento de disco        | Brasil        | 61.00     | Recorde do campeonato |
| María Angélica Cubillán | Lançamento de disco        | Venezuela     | 54.07     | Recorde nacional      |
| Lucimara da Silva       | Heptatlo                   | Brasil        | 5996 (DQ) | Recorde do campeonato |
| Macarena Reyes          | Heptatlo                   | Chile         | 5360      | Recorde nacional      |
| Johana Ordóñez          | 20 km marcha atlética      | Equador       | 1:34:58   | ,                     |
| Sandra Zapata           | 20 km marcha atlética      | Colômbia      | 1:35:53   | Recorde nacional      |
| Luis Fernando López     | 20 km marcha atlética      | Chile         | 1:20:53.6 | ,                     |
| Yerko Araya             | 20 km marcha atlética      | Colômbia      | 1:23:08.2 | Recorde nacional      |
| Inés Melchor            | 10000 metros               | Peru          | 33:11.79  | Recorde do campeonato |
| Lucimar Teodoro         | 400 metros com barreiras   | Brasil        | 56.32     | Recorde do campeonato |

## Medalhistas

### Masculino
| Evento                      | Ouro                                                                      | Ouro        | Prata                                                                                  | Prata     | Bronze                                                                                  | Bronze    |
| --------------------------- | ------------------------------------------------------------------------- | ----------- | -------------------------------------------------------------------------------------- | --------- | --------------------------------------------------------------------------------------- | --------- |
| 100 metros                  | Alonso Edward · Panamá                                                    | 10.29       | Daniel Grueso · Colômbia                                                               | 10.39     | José Carlos Moreira · Brasil                                                            | 10.49     |
| 200 metros                  | Alonso Edward · Panamá                                                    | 20.45       | Hugo de Sousa · Brasil                                                                 | 20.92     | Kael Becerra · Chile                                                                    | 21.32     |
| 400 metros                  | Andrés Silva · Uruguai                                                    | 46.06       | Geiner Mosquera · Colômbia                                                             | 46.28     | Freddy Mezones · Venezuela                                                              | 46.28     |
| 800 metros                  | Fabiano Peçanha · Brasil                                                  | 1:47.82     | Kléberson Davide · Brasil                                                              | 1:49.33   | Nico Herrera · Venezuela                                                                | 1:49.53   |
| 1 500 metros                | Byron Piedra · Equador                                                    | 3:41.81     | Hudson de Souza · Brasil                                                               | 3:42.72   | Eduar Villanueva · Venezuela                                                            | 3:43.23   |
| 5 000 metros                | Byron Piedra · Equador                                                    | 13:56.93    | Mario Bazán · Peru                                                                     | 13:57.37  | Damião de Souza · Brasil                                                                | 13:57.94  |
| 10 000 metros               | Damião de Souza · Brasil                                                  | 29:23.57    | Miguel Ángel Bárzola · Argentina                                                       | 29:23.62  | Jhon Cusi · Peru                                                                        | 29:40.05  |
| 20 km marcha atlética       | Luis Fernando López · Colômbia                                            | 1:20:53.6 , | Yerko Araya · Chile                                                                    | 1:23:08.2 | Patricio Ortega · Equador                                                               | 1:23:30.9 |
| 110 metros barreiras        | Paulo Villar · Colômbia                                                   | 13.89       | Éder Antônio Souza · Brasil                                                            | 13.97     | Anselmo Gomes da Silva · Brasil                                                         | 14.12     |
| 400 metros barreiras        | Andrés Silva · Uruguai                                                    | 50.28       | Raphael Fernandes · Brasil                                                             | 50.42     | Yeison Rivas · Colômbia                                                                 | 50.87     |
| 3.000 metros com obstáculos | Mario Bazán · Peru                                                        | 8:35.17 ,   | José Peña · Venezuela                                                                  | 8:36.17   | Mariano Mastromarino · Argentina                                                        | 8:51.48   |
| 4×100 metros estafetas      | Colômbia · Yeison Rivas · Jhon Valoyes · Yeimer Mosquera · Daniel Grueso  | 39.41       | Venezuela · Lenin Cubillán · Jermaine Chirinos · Álvaro Cassiani · Ronald Amaya        | 40.26     | Argentina · Matías Usandivaras · Fabian Jiménez · Miguel Wilken · José Manuel Garaventa | 40.76     |
| 4×400 metros estafetas      | Colômbia · Yeison Rivas · Jhon Valoyes · Amílcar Torres · Yeimer Mosquera | 3:06.22     | Brasil · Luis Eduardo Ambrósio · Eduardo Vasconcelos · Rodrigo Bargas · Wallace Vieira | 3:06.85   | Argentina · Matías Larregle · Miguel Wilken · Christian Deymonnaz · Mariano Jiménez     | 3:11.70   |
| Salto em altura             | Jessé de Lima · Brasil                                                    | 2.216       | Alberth Bravo · Venezuela                                                              | 2.13      | Diego Ferrín · Equador                                                                  | 2.10      |
| Salto com vara              | Fábio Gomes da Silva · Brasil                                             | 5.40        | Marcelo Terra · Argentina                                                              | 4.80      | César González · Venezuela                                                              | 4.80      |
| Salto em comprimento        | Rogério Bispo · Brasil                                                    | 7.77        | Erivaldo Vieira · Brasil                                                               | 7.61      | Hugo Chila · Equador                                                                    | 7.51      |
| Salto triplo                | Jefferson Sabino · Brasil                                                 | 16.38w      | Hugo Chila · Equador                                                                   | 16.12     | Maximiliano Díaz · Argentina                                                            | 15.49     |
| Arremesso de peso           | Germán Lauro · Argentina                                                  | 19.20       | Ronald Julião · Brasil                                                                 | 18.19     | Gustavo de Mendonça · Brasil                                                            | 17.55     |
| Lançamento de disco         | Germán Lauro · Argentina                                                  | 60.41       | Jorge Balliengo · Argentina                                                            | 58.04     | Ronald Julião · Brasil                                                                  | 54.97     |
| Lançamento do martelo       | Juan Cerra · Argentina                                                    | 69.42       | Patricio Palma · Chile                                                                 | 68.53     | Eduardo Acuña · Peru                                                                    | 67.26     |
| Lançamento do dardo         | Arley Ibargüen · Colômbia                                                 | 81.07 ,     | Noraldo Palacios · Colômbia                                                            | 77.87     | Júlio César de Oliveira · Brasil                                                        | 73.51     |
| Decatlo                     | Carlos Chinin · Brasil                                                    | 7474        | Oscar Mina · Equador                                                                   | 6659      | Fernando Korniejczuk · Argentina                                                        | 6505      |

### Feminino
| Evento                      | Ouro                                                                              | Ouro      | Prata                                                                             | Prata    | Bronze                                                                  | Bronze   |
| --------------------------- | --------------------------------------------------------------------------------- | --------- | --------------------------------------------------------------------------------- | -------- | ----------------------------------------------------------------------- | -------- |
| 100 metros                  | Lucimar de Moura · Brasil                                                         | 11.59     | Felipa Palacios · Colômbia                                                        | 11.79    | Thaíssa Presti · Brasil                                                 | 11.85    |
| 200 metros                  | Norma González · Colômbia                                                         | 23.73     | Thaíssa Presti · Brasil                                                           | 23.85    | Jennifer Padilla · Colômbia                                             | 24.23    |
| 400 metros                  | Norma González · Colômbia                                                         | 52.62     | Emmily Pinheiro · Brasil                                                          | 52.73    | Jailma de Lima · Brasil                                                 | 52.95    |
| 800 metros                  | Rosibel García · Colômbia                                                         | 2:05.21   | Christiane dos Santos · Brasil                                                    | 2:06.72  | Muriel Coneo · Colômbia                                                 | 2:07.32  |
| 1 500 metros                | Rosibel García · Colômbia                                                         | 4:20.30   | Muriel Coneo · Colômbia                                                           | 4:23.38  | Rosa Godoy · Argentina                                                  | 4:23.63  |
| 5 000 metros                | Inés Melchor · Peru                                                               | 16:00.41  | Sueli Silva · Brasil                                                              | 16:14.95 | Rosa Alba Chacha · Equador                                              | 16:17.75 |
| 10 000 metros               | Inés Melchor · Peru                                                               | 33:11.79  | Cruz Nonata da Silva · Brasil                                                     | 33:36.60 | Sueli Silva · Brasil                                                    | 33:47.15 |
| 20 km marcha atlética       | Johana Ordóñez · Equador                                                          | 1:34:58 , | Sandra Zapata · Colômbia                                                          | 1:35:53  | Tânia Spindler · Brasil                                                 | 1:36:32  |
| 100 metros barreiras        | Brigith Merlano · Colômbia                                                        | 13.22     | Soledad Donzino · Argentina                                                       | 13.48    | Fabiana Morães · Brasil                                                 | 13.56    |
| 400 metros barreiras        | Madelene Rondón · Venezuela                                                       | 58.29     | Lucy Jaramillo · Equador                                                          | 58.45    | Princesa Oliveros · Colômbia                                            | 58.67    |
| 3.000 metros com obstáculos | Sabine Heitling · Brasil                                                          | 9:52.54   | Ángela Figueroa · Colômbia                                                        | 9:54.83  | Rosa Godoy · Argentina                                                  | 10:12.95 |
| 4×100 metros estafetas      | Colômbia · Felipa Palácios · Alejandra Idrovo · Darlenis Obregón · Norma González | 44.18     | Brasil · Rosemar Coelho Neto · Lucimar de Moura · Thaíssa Presti · Jailma de Lima | 44.52    | Equador · Lorena Mina · Karina Caicedo · Liliana Núñez · Erika Chávez   | 47.20    |
| 4×400 metros estafetas      | Brasil · Geisa Coutinho · Sheila Ferreira · Jailma de Lima · Emmily Pinheiro      | 3:32.69   | Colômbia · Kelly López · Alejandra Idrovo · Yennifer Padilla · Norma González     | 3:35.83  | Equador · Karina Caicedo · Erika Chávez · Maria Corozo · Lucy Jaramillo | 3:45.99  |
| Salto em altura             | Catherine Ibargüen · Colômbia                                                     | 1.88      | Solange Witteveen · Argentina                                                     | 1.85     | Mônica de Freitas · Brasil                                              | 1.82     |
| Salto com vara              | Fabiana Murer · Brasil                                                            | 4.60      | Carolina Torres · Chile                                                           | 4.10     | Alejandra García · Argentina                                            | 4.10     |
| Salto em comprimento        | Keila Costa · Brasil                                                              | 6.62      | Andrea Morales · Argentina                                                        | 5.78     | Verónica Davis · Venezuela                                              | 5.60     |
| Salto triplo                | Catherine Ibargüen · Colômbia                                                     | 13.93     | Verónica Davis · Venezuela                                                        | 13.83    | Tânia da Silva · Brasil                                                 | 13.38    |
| Arremesso de peso           | Natalia Ducó · Chile                                                              | 17.73     | Elisângela Adriano · Brasil                                                       | 16.63    | Andréa Pereira · Brasil                                                 | 16.16    |
| Lançamento de disco         | Elisângela Adriano · Brasil                                                       | 61.00     | Karen Gallardo · Chile                                                            | 55.91    | María Angélica Cubillán · Venezuela                                     | 54.07    |
| Lançamento do martelo       | Eli Johana Moreno · Colômbia                                                      | 65.79     | Odette Palma · Chile                                                              | 64.55    | Jennifer Dahlgren · Argentina                                           | 63.81    |
| Lançamento do dardo         | Alessandra Resende · Brasil                                                       | 56.36     | Jucilene de Lima · Brasil                                                         | 54.37    | Diana Rivas · Colômbia                                                  | 52.83    |
| Heptatlo                    | Vanessa Chefer Spinola · Brasil                                                   | 5578      | Macarena Reyes · Chile                                                            | 5360     | Soledad Donzino · Argentina                                             | 5200     |

## Quadro de medalhas

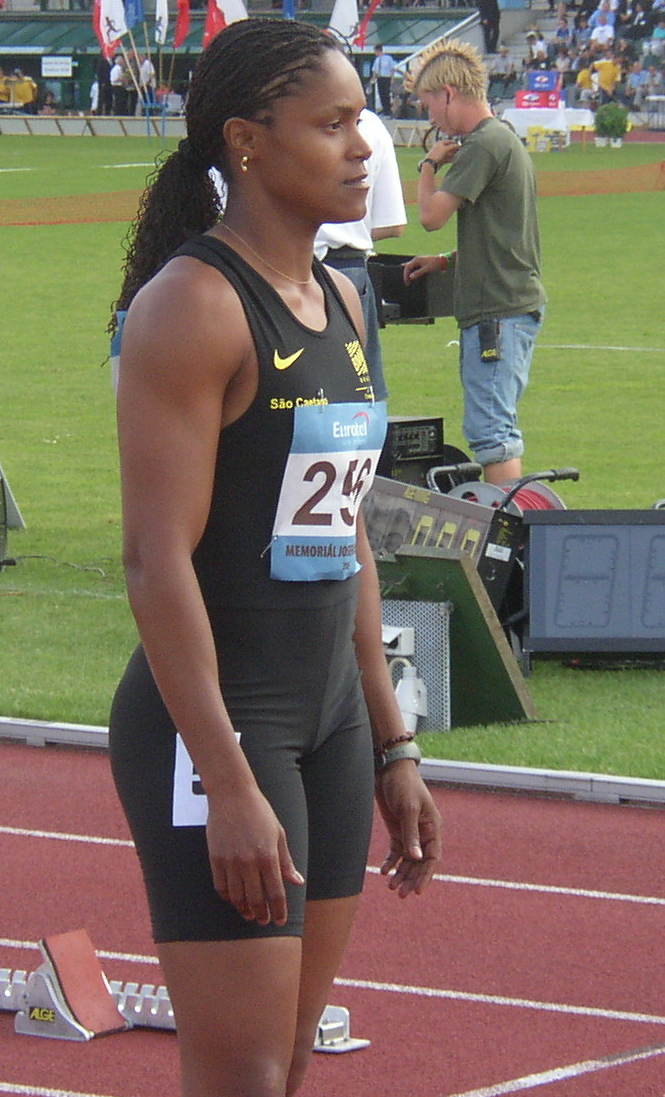
Lucimar de Moura conquistou o ouro pelo Brasil nos 100 m feminino

| Ordem | País      | Medalha de ouro | Medalha de prata | Medalha de bronze | Total |
| ----- | --------- | --------------- | ---------------- | ----------------- | ----- |
| 1     | Brasil    | 15              | 16               | 14                | 45    |
| 2     | Colômbia  | 14              | 8                | 5                 | 27    |
| 3     | Argentina | 3               | 6                | 10                | 19    |
| 4     | Equador   | 3               | 3                | 6                 | 12    |
| 5     | Peru      | 3               | 1                | 2                 | 6     |
| 6=    | Panamá    | 2               | 0                | 0                 | 2     |
| 6=    | Uruguai   | 2               | 0                | 0                 | 2     |
| 8     | Chile     | 1               | 6                | 1                 | 8     |
| 9     | Venezuela | 1               | 4                | 5                 | 10    |

### Tabela de pontos
- Os pontos são atribuídos ao país com base nos seis primeiros colocados em cada evento levando pontuação.

| Posição | Nacionalidade | Pontos | Pontos    | Pontos   |
| Posição | Nacionalidade | Total  | Masculino | Veminino |
| ------- | ------------- | ------ | --------- | -------- |
| 1       | Brasil        | 446    | 204       | 242      |
| 2       | Colômbia      | 275    | 98        | 177      |
| 3       | Argentina     | 138.5  | 88.5      | 50       |
| 4       | Equador       | 111    | 64        | 47       |
| 5       | Peru          | 91     | 51        | 40       |
| 6       | Chile         | 87     | 42        | 45       |
| 7       | Venezuela     | 73.5   | 49.5      | 24       |
| 8       | Panamá        | 25     | 20        | 5        |

Legenda
| Recorde mundial       | Recorde mundial (World record)               |                       | Recorde africano                      | Recorde africano (African) |                                           | Q | Classificado por posição (Qualified) |
| Recorde do campeonato | Recorde do campeonato (Championship record)  | Recorde da América    | Recorde da América (Americas)         | q                          | Classificado por melhor tempo (Qualified) |   |                                      |
| Melhor marca do ano   | Melhor marca do ano (World leading)          | Recorde asiático      | Recorde asiático (Asian)              | DNS                        | Não largou (Did not start)                |   |                                      |
| Recorde nacional      | Recorde nacional (National record)           | Recorde europeu       | Recorde europeu (European)            | DNF                        | Não terminou (Did not finish)             |   |                                      |
| Recorde pessoal       | Recorde pessoal do atleta (Personal best)    | Recorde da Oceania    | Recorde da Oceania (Oceania)          | DSQ / DQ                   | Desclassificado (Disqualified)            |   |                                      |
| Recorde da temporada  | Recorde da temporada do atleta (Season best) | Recorde sul-americano | Recorde sul-americano (South America) | NM                         | Sem marca (No mark)                       |   |                                      |